# Staninepoäng
Staninepoäng (av engelskans standard nine) är en modifierad typ av standardpoäng, där råpoängen bearbetats ytterligare ett steg, så att fördelningen får medelvärdet 5 och standardavvikelsen 2:
{\displaystyle z_{i}=5+{\frac {(x_{i}-\mu _{x})}{\sigma _{x}/2}}}
Om dessa värden avrundas till närmaste heltal, kommer absoluta merparten av materialet att få värden i intervallet 1-9.
Den femgradiga betygsskalan som gällde i skolorna i Sverige 1962-1995 var konstruerad på ett likartat sätt, men med medelvärdet 3 och standardavvikelsen 1, vilket resulterade i heltal mellan 1 och 5.